# My Teacher Is a Monster! (No, I Am Not.)
 My Teacher Is a Monster! (No, I Am Not.)  ist ein Kinderbuch des US-amerikanischen Kinderbuchautors und Illustrators Peter Brown, das im Juli 2014 bei Little, Brown Books for Young Readers erschienen ist.

## Inhalt
Bobby hat ein Problem in der Schule: Seine Lehrerin Ms. Kirby. Sie stampft, sie brüllt und sie bestraft Bobby, wenn er Papierflugzeuge bastelt und durch das Klassenzimmer fliegen lässt. In Bobbys Augen ist Ms. Kirby ein Monster.
Seine Freizeit verbringt Bobby im Park, wo er eines Samstagmorgens eine schreckliche Entdeckung macht: Ms. Kirby. Sie sitzt auf der Bank, die ausgerechnet Bobbys Lieblingsplatz im ganzen Park ist.
Zunächst möchte Bobby wegrennen, doch die beiden kommen ins Gespräch und Bobby rettet Ms. Kirbys Hut, der vom Wind davongeweht wird.
Zusammen erkunden sie den Park, lassen Papierflugzeuge fliegen und merken, dass sie eine Menge Spaß miteinander haben können.
Am Montag darauf sitzt Bobby wieder in der Schulklasse und Ms. Kirby ist in seinen Augen nicht mehr das angsteinflößende Monster wie zuvor – zumindest in den meisten Situationen.

## Rezensionen
- Kirkus Reviews[2]
- The Washington Post[3]